# تيري أوكونور (لاعب دوري الرغبي)
تيري أوكونور (بالإنجليزية: Terry O'Connor)‏ هو لاعب دوري الرغبي بريطاني، ولد في 13 أكتوبر 1972 في ويدنس ‏ في المملكة المتحدة.